# Reale (album)
Reale è il settimo album dei Casino Royale, gruppo musicale italiano, pubblicato nel 2006 dopo nove anni di silenzio.
Venne registrato a Milano durante il mese di giugno del 2006, presso lo studio di Mauro Pagani "Officine Meccaniche" e mixato a Londra negli studi Miloco.
Il disco è prodotto dallo scozzese Howie B, già al servizio di U2, Björk e Tricky ed è quasi interamente suonato dal vivo, contrariamente ai lavori precedenti del gruppo nei quali elettronica e campionamenti erano presenti in maniera massiccia.

## Tracce
1. Tutto
2. Easy tranquillo
3. Prova
4. In My Soul Kingdom
5. Plastico Mistico
6. Protect Me
7. Royale' Sound
8. Milano Double Standard
9. Quello che ti do
10. È già domani